# Обстріли Кириківської селищної громади
Обстріли Кириківської селищної громади — серія обстрілів та авіаударів російськими військами території Кириківської селищної громади Охтирського району Сумської області в ході повномасштабного російського вторгнення в Україну.

## 2022

### 1 вересня
Унаслідок обстрілу Кириківської громади о 17.20 пошкоджено два автомобілі, гараж та житловий будинок у селі Майське.

### 2 вересня
Російські окупанти обстріляли 5 ОТГ Сумської області з РСЗВ, мінометів та ствольної артилерії, повідомив голова ОВА Дмитро Живицький.
"Сьогодні росіяни здійснили 7 обстрілів 5 громад області – Краснопільської, Новослобідської, Зноб-Новгородської, Есманьської та Кириківської. Зафіксовано понад 100 прильотів. Били зі ствольної артилерії, мінометів та РСЗВ", - написав він у телеграм-каналі.

### 10 жовтня
Після оголошення повітряної тривоги з 06:50 ранку 10 жовтня в Конотопі на Сумщині пролунали два вибухи. Також було зазначено, що у різних районах Сумської області зафіксовано перебої зі світлом. За інформацією ГУ ДСНС у Сумській області, станом на 18:00 10 жовтня пожежу ліквідували. Утім в усіх районах Сумської області понад добу були проблеми з електропостачанням, а, як наслідок, проблеми з водопостачанням.

## 2024

### 29 березня
По Кириківській громаді росіянами здійснено авіаційний обстріл із пусками керованих авіаційних бомб (КАБ) із літака тактичної авіації (3 вибухи).

### 2 вересня
Зафіксовано ракетний удар (1 вибух).